# Louis Jean-Baptiste Leseur
Pour les articles homonymes, voir Leseur.
Louis Jean Baptiste Leseur, né le 29 novembre 1774 à Château-Thierry (Aisne), mort le 19 février 1818 à Brasles (Aisne), est un général français de la Révolution et de l’Empire.

## États de service
Il entre en service le 19 août 1792, comme lieutenant au 5e bataillon de volontaires de l’Aisne, et il passe capitaine adjudant major le 7 octobre 1793. De 1793 à 1796, il sert à l’armée du Nord, au sein d’abord de la 3e demi-brigade de ligne, puis à partir du 19 février 1796, à la 8e demi-brigade d’infanterie de ligne.
Il est fait chevalier de la Légion d’honneur le 14 juin 1804. De 1805 à 1807, il participe aux campagnes d’Autriche, de Prusse et de Pologne. Le 30 mars 1807, il devient aide de camp du général Drouet d’Erlon, et il est nommé chef de bataillon le 11 juillet suivant.
Le 8 octobre 1809, il fait la campagne d’Autriche au sein du 7e corps bavarois comme chef d’état-major du général Drouet d’Erlon, et il passe adjudant commandant le 7 novembre 1809.
Le 10 septembre 1810, il suit son général en Espagne comme chef d’état-major du 9e corps de l’armée du Portugal, et le 15 juin 1811, il passe au 5e corps en Andalousie, avant de revenir au centre de l’Espagne avec son unité le 16 juillet 1813. Il est fait officier de la Légion d’honneur le 25 novembre 1813.
Le 19 mars 1814, il commande la 1re brigade de la 2e division du corps d’armée des Pyrénées à la bataille de Vic-en-Bigorre, et à la bataille de Toulouse le 10 avril suivant.
Lors de la première restauration, il est fait chevalier de Saint-Louis par le roi Louis XVIII le 1er août 1814, et il est promu général de brigade le 11 janvier 1815.
Le 15 mai 1815, pendant les Cent-Jours, Napoléon lui confie le commandement de la place de Marseille, et le confirme dans son grade de général le 10 juin 1815.
Il est mis en non activité le 1er août 1815.
Il meurt le 19 février 1818, à Brasles.

## Sources
- (en) « Generals Who Served in the French Army during the Period 1789 - 1814: Eberle to Exelmans »
- Thierry Pouliquen, « Les généraux français et étrangers ayant servis [sic] dans la Grande Armée » (consulté le 18 avril 2014)
- « Cote LH/1614/26 », base Léonore, ministère français de la Culture
- (pl) « Napoléon.org.pl »